# NGC 1552
NGC 1552 ist eine linsenförmige Galaxie mit aktivem Galaxienkern vom Hubble-Typ S0/a im Sternbild Eridanus am Südsternhimmel. Sie ist schätzungsweise 211 Millionen Lichtjahre von der Milchstraße entfernt und hat einen Durchmesser von etwa 115.000 Lj.
Das Objekt wurde am 1. Januar 1786 von William Herschel entdeckt.